# Costularia fragilis
Costularia fragilis är en halvgräsart som först beskrevs av Albert Ulrich Däniker, och fick sitt nu gällande namn av Georg Kükenthal. Costularia fragilis ingår i släktet Costularia, och familjen halvgräs. Inga underarter finns listade i Catalogue of Life.